# 舊列治文鎮區 (北卡羅萊納州福賽斯縣)
舊列治文鎮區（英語：Old Richmond Township）是位於美國北卡羅萊納州福賽斯縣的一個鎮區。

## 地方資料
舊列治文鎮區的面積為76.15平方千米，皆為陸地。根據2020年美國人口普查的數據，當地共有人口4936人，而人口密度為每平方千米64.82人。